# Heinrich Reinhardt (compositeur)
Œuvres principales
Das süße Mädel
Heinrich Reinhardt (né le 13 avril 1865 à Presbourg, mort le 31 janvier 1922 à Vienne) est un compositeur autrichien d'opérettes.

## Biographie
Il fait ses études au conservatoire de la Société philharmonique de Vienne avec, parmi ses professeurs, Anton Bruckner. Pianiste et organiste accompli, il se tourne vers la composition. Il compose des chansons et de la musique légère puis deux opéras.
La création de l'opérette Das süße Mädel le 25 octobre 1901 au Carltheater représente le passage d'un « âge d'or » à un « âge d'argent » de l'opérette viennoise.
Heinrich Reinhardt est aussi essayiste et critique musical. De 1914 à 1922, il est le président de la Société autrichienne des compositeurs (Österreichischer Komponistenbund).

## Œuvre
Opéras
- Die Minnekönigin
- Der Söldner

Opérettes
- Das süße Mädel (1901)
- Der liebe Schatz (1902)
- Der General-Konsul (1904)
- Krieg im Frieden (1906)
- Die süssen Grisetten (1907)
- Ein Märchen für alles (1908)
- Die Sprudelfee (1909)
- Die siamesischen Zwillinge (1909)
- Studentenhochzeit (1910)
- Miss Exzentrik (1910)
- Napoleon und die Frauen (1911)
- Prinzessin Gretl (1914)
- Die erste Frau (1915)
- Der Gast der Königs (1916)
- Der Glückstrompeter (1922)
- Grisettenliebe (1928)